# Michael Curtiz
Michael Curtiz, nato Manó Kaminer e dal 1905 Mihály Kertész e soprannominato anche Miska (Budapest, 24 dicembre 1886 – Los Angeles, 10 aprile 1962), è stato un regista, produttore cinematografico e attore ungherese naturalizzato statunitense.
Ungherese di nascita, emigrò negli Stati Uniti nel 1926 diventando uno dei più grandi registi di Hollywood, conosciuto principalmente per La leggenda di Robin Hood e Gli angeli con la faccia sporca (1938), Casablanca (1942) e Bianco Natale (1954).

## Biografia
Il suo vero nome, Manó Kaminer (dal 1905 Mihály Kertész), rivela le sue origini ebraiche. Visse a Budapest sino all'età di diciassette anni quando lasciò la casa di famiglia per unirsi al circo, iscrivendosi successivamente alla Reale Università delle arti teatrali e cinematografiche di Budapest. Nel 1912 iniziò la sua carriera di attore e regista in Ungheria, dirigendo ben 43 film, quasi tutti con il nome Mihály Kertész.
Arruolatosi nell'esercito ungherese durante la prima guerra mondiale, dove venne ferito sul fronte orientale, continuò la sua attività di regista in Austria prima ed in Germania poi, lavorando ad altre 21 pellicole; il suo lavoro più noto di questo periodo fu il film muto Sodom und Gomorrha (1922), prodotto dall'austriaca Sascha Film del conte Sascha Kolowrat-Krakowsky.

### A Hollywood
Un secondo film con tema biblico, Die Sklavenkonigin, venne notato dal produttore Jack Warner che volle scritturare il regista. Nel 1926 Curtiz emigrò negli Stati Uniti, mutando così il suo nome e lasciando in Europa almeno due figli illegittimi. A Hollywood ebbe una carriera prolifica che lo portò a lavorare su oltre un centinaio di film di ogni genere. Durante gli anni trenta, alla Warner Bros. arrivò a occuparsi anche di 4 film in un anno, da solo o in collaborazione con altri cineasti. Capitan Blood (1935) segnò l'inizio del fortunato ciclo di film d'avventura con Errol Flynn, cui seguirono L'ombra che cammina (1936), La leggenda di Robin Hood (1938) e I pascoli dell'odio (1940). 
Negli anni quaranta figurava tra i registi meglio pagati raggiungendo la cifra di 3.600 dollari a settimana.

### Casablanca
Gli anni quaranta lo videro dirigere film come Lo sparviero del mare (1940), Casablanca (1942) e Il romanzo di Mildred (1945), oltre a lavori di propaganda di guerra commissionatigli dal presidente Roosevelt. Grazie ai suoi guadagni, sostenne un'associazione di beneficenza che aiutava artisti europei a fuggire dall'Europa e inserirsi negli Stati Uniti. Sfortunatamente non fu in grado di salvare il padre e nemmeno la sorella che, con tutta la famiglia, furono mandati ad Auschwitz.

### Il declino
Nel 1954 il regista lasciò la Warner Bros. ed ebbe inizio il suo declino artistico; infatti, anche se realizzati con la partecipazione di grandi stelle come Gary Cooper, Sophia Loren o John Wayne, i suoi ultimi film non ebbero il successo sperato, a parte forse La felicità non si compra (1956), L'orgoglioso ribelle (1958) e I comanceros (1961). Durante la sua carriera ottenne quattro candidature all'Oscar al miglior regista, vincendo la prestigiosa statuetta nel 1944 con Casablanca.

### Biografia
Si sposò tre volte: con l'attrice Lucy Doraine dal 1918 al 1923, con l'attrice Lili Damita dal 1925 al 1926 e con la sceneggiatrice e attrice Bess Meredyth dal 1929 al 1962. Durante questo lungo matrimonio ebbe numerose relazioni extraconiugali (Bess era una ottima collaboratrice spesso chiamata dal regista per risolvere piccoli o grandi problemi durante la lavorazione dei suoi film). Morì il 10 aprile 1962 a Hollywood; il suo corpo riposa nel Forest Lawn Memorial Park di Glendale (California).

### Lo stile
Sebbene non avesse mai raggiunto la statura artistica dei grandi registi, Michael Curtiz confezionò i suoi film con cura e abilità tecnica innegabili, e senza dubbio i suoi lavori sono riconosciuti tra i migliori film prodotti dalla Warner Bros. negli anni trenta e quaranta. Spaziò fra molteplici generi e, pur mancando di uno stile del tutto riconoscibile, sviluppò, specie nel periodo degli anni quaranta un particolarissimo stile visivo fatto di movimenti fluidi della macchina da presa.
Era anche un pazzo sanguinario che causò la morte di ben tre controfigure e la mutilazione di una. Oltre a causare moltissimi feriti e decine di animali morti per girare i suoi film. La qual cosa portò alla regolamentazione della questione successivamente

## Filmografia

### Regista
- Ma és holnap (1912)
- Az utolsó bohém (1913)
- Rablélek (1913)
- Házasodik az uram (1913)
- Az aranyásó (1914)
- A hercegnö pongyolája (1914)
- Bánk bán (1914)
- Az éjszaka rabja (1914) - mediometraggio
- A kölcsönkért csecsemök (1914)
- A tolonc (1915)
- Akit ketten szeretnek (1915)
- Makkhetes (1916)
- Farkas (1916)
- Doktor úr (1916)
- Az ezüst kecske (1916) - cortometraggio
- A magyar föld ereje (1916)
- A karthausi (1916)
- A fekete szivárvány (1916)
- A kuruzsló (1917) - mediometraggio
- Tatárjárás (1917)
- A vörös Sámson (1917)
- Zoárd mester (1917)
- Tavasz a télben (1917)
- Halálcsengö (1917) - mediometraggio
- Egy krajcár története (1917)
- Az utolsó hajnal (1917)
- Az ezredes (1917)
- A szentjóbi erdö titka (1917)
- A senki fia (1917)
- Árendás zsidó (1917)
- A föld embere (1917)
- A béke útja (1917)
- 99 (1918)
- A napraforgós hölgy (1918)
- Varázskeringö (1918)
- Lulu (1918)
- Lu, a kokott (1918)
- Júdás (1918)
- Az ördög (1918)
- A víg özvegy (1918)
- A skorpió I. (1918)
- Alraune (1918)
- A csúnya fiú (1918)
- Jön az öcsém (1919) - cortometraggio
- Die Dame mit dem schwarzen Handschuh (1919)
- Liliom (1919) - incompiuto
- Boccaccio (1920)
- Der Stern von Damaskus (1920)
- Die Gottesgeisel (1920)
- Mrs. Tutti Frutti (1921)
- Herzogin Satanella (1921)
- Frau Dorothys Bekenntnis (1921)
- Labyrinth des Grauens (1921)
- Sodom und Gomorrha (1922)
- La congiura dei Valois (Der junge Medardus) (1923)
- Die Lawine (1923)
- Namenlos (1923)
- Harun al Raschid (1924)
- Die Sklavenkönigin (1924)
- General Babka (1924)
- Ein Spiel ums Leben (1924)
- Das Spielzeug von Paris (1925)
- Fiaker Nr. 13 (1926)
- Der goldene Schmetterling (1926)
- The Third Degree (1926)
- A Million Bid (1927)
- The Desired Woman (1927)
- Good Time Charley (1927)
- I lupi della City (Tenderloin) (1928)
- L'arca di Noè (Noah's Ark) (1928)
- Gioco di bambole (Glad Rag Doll) (1929)
- La preda azzurra (Madonna of Avenue A) - conosciuto anche col titolo Gorgo d'anime (1929)
- The Gamblers (1929)
- Cuori in esilio (Hearts in Exile) (1929)
- Nomadi del canto (Mammy) (1930)
- Under a Texas Moon (1930)
- The Matrimonial Bed (1930)
- Bright Lights (1930)
- River's End (1930)
- A Soldier's Plaything (1930)
- Moby Dick, il mostro del mare (Dämon des Meere) (1931)
- God's Gift to Women (1931)
- Il diavolo sciancato (The Mad Genius) (1931)
- L'avventuriera di Montecarlo (The Woman from Monte Carlo) (1932)
- Il segreto del dottore (Alias the Doctor), co-regia (non accreditata) di Lloyd Bacon (1932)
- The Strange Love of Molly Louvain (1932)
- Il dottor X (Doctor X) (1932)
- Tentazioni (The Cabin in the Cotton) (1932)
- 20.000 anni a Sing Sing (20,000 Years in Sing Sing) (1932)
- La maschera di cera (Mystery of the Wax Museum) (1933)
- Signore sole (The Keyhole) (1933)
- Private Detective 62 (1933)
- The Mayor of Hell (1933)
- Goodbye Again (1933)
- Il pugnale cinese (The Kennel Murder Case) (1933)
- Female (1933)
- Tanya (Mandalay) (1934)
- Jimmy il gentiluomo (Jimmy the Gent) (1934)
- The Key (1934)
- British Agent (1934)
- Black Fury (1935)
- The Case of the Curious Bride (1935)
- Canzoni appassionate (Go Into Your Dance) (1935)
- Miss prima pagina (Front Page Woman) (1935)
- Little Big Shot (1935)
- Capitan Blood (Captain Blood) (1935)
- L'ombra che cammina (The Walking Dead) (1936)
- Avorio nero, regia di Mervyn LeRoy - (co-regia, non accreditato) (1936)
- La carica dei 600 (The Charge of the Light Brigade) (1936)
- Legione nera (Black Legion) (1937)
- Stolen Holiday (1937)
- Le cinque schiave (Marked Woman), co-regia Lloyd Bacon (1937)
- Mountain Justice (1937)
- L'uomo di bronzo (Kid Galahad) (1937)
- Milionario su misura (The Perfect Specimen) (1937)
- Occidente in fiamme (Gold Is Where You Find It) (1938)
- La leggenda di Robin Hood (The Adventures of Robin Hood) (1938)
- La quadriglia dell'illusione (Four's a Crowd) (1938)
- Quattro figlie (Four Daughters) (1938)
- Gli angeli con la faccia sporca (Angels With Dirty Faces) (1938)
- Blackwell's Island (1939)
- Gli avventurieri (Dodge City) (1939)
- Sons of Liberty (1939)
- Profughi dell'amore (Daughters Courageous) (1939)
- Il conte di Essex (The Private Lives of Elizabeth and Essex) (1939)
- Four Wives (1939)
- Carovana d'eroi (Virginia City) (1940)
- Lo sparviero del mare (The Sea Hawk) (1940)
- I pascoli dell'odio (Santa Fe Trail) (1940)
- Il lupo dei mari (The Sea Wolf) (1941)
- Bombardieri in picchiata (Dive Bomber) (1941)
- Captains of the Clouds (1942)
- Ribalta di gloria (Yankee Doodle Dandy) (1942)
- Casablanca (1942)
- Mission to Moscow (1943)
- This Is the Army (1943)
- Il giuramento dei forzati (Passage to Marseilles) (1944)
- Janie (1944)
- Roughly Speaking (1945)
- Il romanzo di Mildred (Mildred Pierce) (1945)
- Notte e dì (Night and Day) (1946)
- Vita col padre (Life with Father) (1947)
- L'alibi di Satana (The Unsuspected) (1947)
- Amore sotto coperta (Romance on the High Seas) (1948)
- Musica per i tuoi sogni (My Dream Is Yours) (1949)
- Viale Flamingo (Flamingo Road) (1949)
- The Lady Takes a Sailor (1949)
- Chimere (Young Man with a Horn) (1950)
- Le foglie d'oro (Bright Leaf) (1950)
- Golfo del Messico (The Breaking Point) (1950)
- Stringimi forte tra le tue braccia (Force of Arms) (1951)
- Pelle di rame (Jim Thorpe - All-American) (1951)
- I'll See You in My Dreams (1951)
- The Story of Will Rogers (1952)
- Il cantante di jazz (The Jazz Singer) (1952)
- L'irresistibile Mr. John (Trouble Along the Way) (1953)
- Lo sceriffo senza pistola (The Boy from Oklahoma) (1954)
- Sinuhe l'egiziano (The Egyptian) (1954)
- Bianco Natale (White Christmas) (1954)
- Non siamo angeli (We're No Angels) (1955)
- L'ora scarlatta (The Scarlet Hour) (1956)
- Il re vagabondo (The Vagabond King) (1956)
- La felicità non si compra (The Best Things in Life Are Free) (1956)
- Quando l'amore è romanzo (The Helen Morgan Story) (1957)
- L'orgoglioso ribelle (The Proud Rebel) (1958)
- La via del male (King Creole) (1958)
- Il boia (The Hangman) (1959)
- Imputazione omicidio (The Man in the Net) (1959)
- Olympia (A Breath of Scandal) (1960)
- Le avventure di Huck Finn (The Adventures of Huckleberry Finn) (1960)
- Francesco d'Assisi (Francis of Assisi) (1961)
- I comanceros (The Comancheros) (1962)

### Produttore (parziale)
- Il re della risata (Bright Lights), regia di Busby Berkeley (1935)
- L'alibi di Satana (The Unsuspected), regia di Michael Curtiz (1947)
- Amore sotto coperta (Romance on the High Seas), regia di Michael Curtiz (1948)

### Attore
- Atlantis, regia di August Blom (1913)

## Riconoscimenti
- Premio Oscar
  - 1936 – Candidatura per il miglior regista per Capitan Blood
  - 1939 – Candidatura per il miglior regista per Quattro figlie
  - 1939 – Candidatura per il miglior regista per Gli angeli con la faccia sporca
  - 1943 – Candidatura per il miglior regista per Ribalta di gloria
  - 1944 – Miglior regista per Casablanca
- Mostra internazionale d'arte cinematografica di Venezia
  - 1935 – Candidatura alla Coppa Mussolini per il miglior film straniero per Black Fury
  - 1937 – Candidatura alla Coppa Mussolini per il miglior film straniero per L'uomo di bronzo
- New York Film Critics Circle Awards
  - 1939 – Candidatura per il miglior regista per Quattro figlie
  - 1942 – Candidatura per il miglior regista per Ribalta di gloria e Casablanca
- Directors Guild of America Award
  - 1953 – Candidatura per il miglior regista cinematografico per I'll See You in My Dreams